# Temperaturschichtung

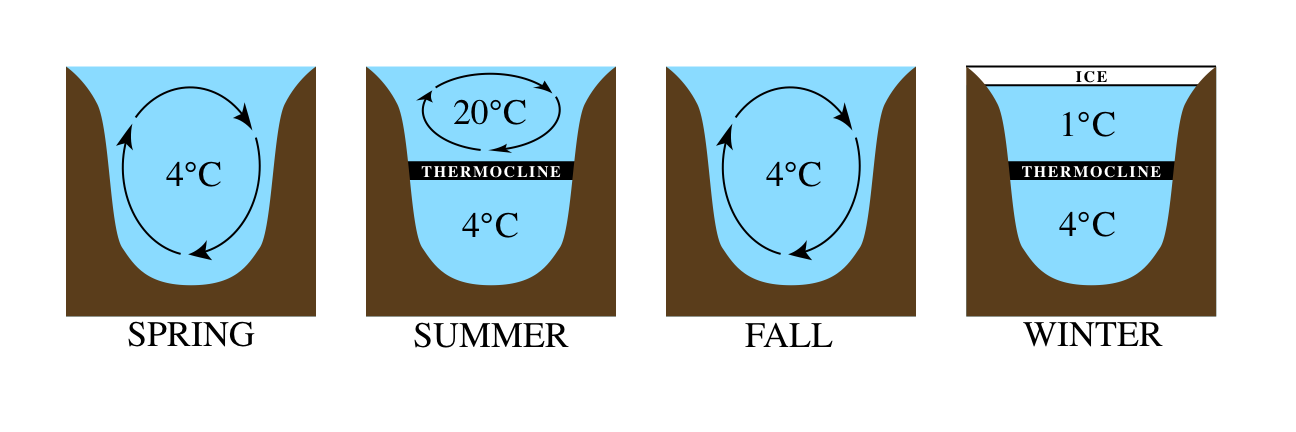
Dimiktische Durchmischungen des Wasserkörpers von Seen größerer Tiefe

Gewässer wie stehende Gewässer, aber auch strömungsarme Bereiche der Weltmeere weisen in der Regel eine Temperaturschichtung des Wassers auf. Diese geht auf die temperaturabhängigen Dichteunterschiede im Wasserkörper zurück. Dabei besteht z. B. eine Wechselwirkung zwischen der Temperatur des Meerwassers, seiner Dichte und seinem Salzgehalt und damit Einfluss auf die Thermohaline Zirkulation, dem „Motor der Meteorologie“ weltweit.
Auch in der Erdatmosphäre sind unterschiedliche Temperaturen verschiedener Luftschichten mit bestimmten Phänomenen verbunden: Fata Morgana, Inversionswetterlage, Schichtungsstabilität der Erdatmosphäre, Vertikalprofil (Meteorologie).

## Ursachen
Eine besondere modifizierende Rolle spielt hierbei die Dichteanomalie des Wassers, wonach dieses bei 3,98 °C seine maximale Dichte von 1,0 g/ml aufweist. Sowohl kälteres als auch wärmeres Wasser hat eine umso geringere Dichte, je weiter seine Temperatur von 3,98 °C abweicht.
Damit entsteht statischer Auftrieb, der das spezifisch leichtere Wasser gegenüber dem dichteren aufsteigen lässt. Es bildet sich also eine temperaturbedingte Dichteschichtung aus, die sich bevorzugt als „Temperaturschichtung“ erkennen lässt. Diese Schichtung kann aber modifiziert sein durch andere Faktoren, welche die Wasserdichte in einem realen Gewässer beeinflussen. Dies sind insbesondere die im Wasser gelösten und feinsuspendierten Feststoffe und Gase.
Die Temperaturen des Wassers unterliegen einem ständigen Wechsel durch die Aufnahme und Abgabe von Wärme durch das Gewässer. Die wichtigsten Größen dabei sind
- Wärmeaufnahme aus einfallender Globalstrahlung, bestehend aus Sonnenlicht und IR-Gegenstrahlung der Atmosphäre
- Wärmeverlust durch IR-Abstrahlung (Wärmestrahlung, abhängig von der Oberflächentemperatur)
- Wärmeverlust durch Verdunstung von Wasser
- Wärmeverlust durch direkte Wärmeableitung an die Luft („thermische Energie“)

Dieser Wärmeaustausch unterliegt sowohl täglichen als auch jahreszeitlichen Zyklen. Eben so zyklisch kommt es daher auch zu Veränderungen in der Temperaturschichtung. Diese ergeben sich sowohl aus einer mit der Tiefe abnehmenden Aufnahme von Wärme aus eingedrungenem Licht, als auch aus einer mechanischen Vermischung von Wasserschichten, die einerseits durch den Wind und andererseits durch die Konvektionsströme von sich abkühlendem Oberflächenwasser angetrieben werden.
In den gemäßigten Breiten weisen hinreichend tiefe Stillgewässer zum Beispiel eine „dimiktische“ Wasserzirkulation auf. Das bedeutet, diese Gewässer durchmischen sich zweimal im Jahr vollständig. Flachere Gewässer hingegen können mehrmals, Teiche sogar jede Nacht, bis zum Grund durchmischt werden (polymiktische Zirkulation). Aber es gibt in den verschiedenen Regionen der Welt noch weitere, sehr unterschiedliche Durchmischungstypen.

## Beispiel: Dimiktische Seen
Dimiktisch nennt man Gewässer, die im Lauf des Jahres zweimal vollständig durchmischt werden. Typischerweise sind dies hinreichend tiefe Seen im Flachland der gemäßigten Zonen.
Im Winter ist das höchstens 4 °C ’warme’ Tiefenwasser mit noch kälterem, weniger dichten Wasser und ggf. Eis stabil überlagert. Diese Schicht erwärmt sich im Frühjahr bis zu einer Temperatur von 4 °C gleichmäßig, da kälteres Wasser durch Konvektion an die Oberfläche steigt. Ist dann die Temperatur gleichmäßig 4 °C, reicht von Wind angeregte Turbulenz bis zum Grund und sorgt dort für einen ausreichend hohen Sauerstoffgehalt und für eine gleichmäßige Verteilung der Nährstoffe (Frühjahrszirkulation).
Bei weiter steigender Temperatur nehmen die Dichteunterschiede wieder zu, Durchmischung durch Wind wird seltener und erreicht immer geringere Tiefe. Die jeweils letzte vollständige Durchmischung bestimmt die Temperatur des Hypolimnions, der gleichmäßig kalten Tiefenschicht. Sie beträgt im Sommer mindestens, im Winter höchstens 3,98 °C.
Nächtliche Abkühlung der Oberfläche baut nur in einer oberen Schicht, dem Epilimnion, den Gradienten ab und sorgt für deren regelmäßige Durchmischung (Teilzirkulation).
Zwischen dem Epi- und Hypolimnion befindet sich das Metalimnion, die so genannte Sprungschicht, mit einem auch nachts ausgeprägten Temperaturgradienten. Das Metalimnion weist in der Regel eine Feinstruktur auf, in der sich die Spuren größerer Windeinwirkungen und stärkerer Abkühlungsperioden als gelegentlich zentimeterscharfe Stufungen aus abwechselnd homogenen und abfallenden Temperaturen abzeichnen. Interne Homogenisierungen zwischen den Schichten kommen auch durch Ausgleichsströmungen zustande, die während der häufigen internen Wellen (Seiche) auftreten, denn „stehende Gewässer“ stehen innerlich nie wirklich ruhig.
In Seen mit geringerer Tiefe kann Wind auch im Sommer den See bis zum Grund durchmischen, die Ausbildung eines Hypolimnions unterbleibt. In flachen Seen und Teichen entfällt selbst das Metalimnion, so dass das Gewässer nur aus Epilimnion besteht, in dem sich zwar tageszyklisch eine Temperaturschichtung ausbildet, das aber oft bis zum Grund durchmischt wird.
Die Stabilität der Temperaturschichtung im Winter ist geringer, in nicht zu tiefen Seen geht die Herbstzirkulation in die Frühjahrszirkulation über, wenn nicht eine Eisschicht auf der Seeoberfläche den Antrieb durch Wind ganz ausschaltet. Flache Teiche können bis zum Grund gefrieren.

## Ältere Literatur
- Alfred Walz: Strömungs- und Temperatur-Grenzschichten. 1966.